# Ri Chol-min
Ri Chol-min (* 7. August 1980) ist ein nordkoreanischer Eishockeyspieler.

## Karriere
Ri Chol-min nahm für die nordkoreanische Nationalmannschaft an den Weltmeisterschaften der Division III 2008, 2010, 2012, als er zum besten Spieler seiner Mannschaft gewählt wurde, 2013, 2014 und 2015, als er die beste Plus/Minus-Bilanz des Turniers aufwies, sowie den Weltmeisterschaften der Division II 2009, 2016 und 2017 teil. Zudem stand er im Aufgebot seines Landes bei den Winter-Asienspielen 2007. Auf Vereinsebene spielt er für Taesongsan in der nordkoreanischen Eishockeyliga.

## Erfolge und Auszeichnungen
- 2008 Aufstieg in die Division II bei der Weltmeisterschaft der Division III
- 2010 Aufstieg in die Division II bei der Weltmeisterschaft der Division III, Gruppe B
- 2015 Aufstieg in die Division II, Gruppe B, bei der Weltmeisterschaft der Division III
- 2015 Beste Plus/Minus-Bilanz bei der Weltmeisterschaft der Division III